# Урланис, Борис Цезаревич
Бори́с Це́заревич Урла́нис (15 [28] августа 1906, Киев — 14 июля 1981, Москва) — советский демограф, доктор экономических наук, профессор; автор работ по экономической демографии, общей теории статистики, общим проблемам народонаселения, динамики и структуры населения СССP.

## Биография
Родился в еврейской семье гимназического преподавателя древних языков, из-за политической неблагонадёжности вынужденного работать в банке. В 1914—1918 годах учился в Коммерческом училище Московского Общества распространения коммерческого образования им. Цесаревича Алексея, затем в 1918—1922 годах в 91-й московской школе «II-ой ступени».
В 1923 года поступил на Статистическое отделение факультета общественных наук МГУ, которое закончил в 1926 году.
В 1940 году защитил докторскую диссертацию по секции экономических наук.
В 1944—1949 годах — профессор МГУ, преподавал статистику.
В марте 1949 года в ходе кампании по борьбе с «космополитизмом» в газете «Московский университет» появилась статья, где утверждалось:

…на экономическом факультете долгое время подвизался оголтелый космополит, апологет и проповедник англо-американского империализма профессор Урланис.
Через месяц Урланис был уволен с формулировкой: «…за низкое идейно-политическое содержание лекций, выразившееся в восхвалении буржуазного статистического учёта и принижении деятельности советской статистической науки». В приказе об увольнении отмечалось, что «профессор Урланис аполитичен и совершенно не владеет марксистской методологией».
В 1949—1956 годах — профессор на экономическом факультете Всесоюзного государственного института кинематографии (ВГИК).
В 1956—1959 годах — профессор Всесоюзного заочного финансово-экономического института (ВЗФЭИ, ныне Финансовый университет при Правительстве Российской Федерации).
С 1959 года работал в институте экономики АН СССР.
В 1960—1970-х годах стал известен в СССР благодаря многочисленным публицистическим статьям в советской прессе, популяризирующим демографические знания. Например, в статье «Берегите мужчин!» (опубликована в «Литературной газете» 24 июля 1968 года) он показал, что в СССР смертность среди мужчин заметно выше, чем среди женщин, и дал свой анализ этого явления.
По инициативе Б. Ц. Урланиса в 1964 году была организована Демографическая секция московского Дома учёных, бессменным председателем которой он оставался до конца жизни.
Один из основоположников экономической демографии в СССР.
Автор уникальной монографии «История одного поколения», в которой рассматривает демографическую судьбу поколения 1906 г. р. (то есть своих ровесников). Это один из немногих примеров продольного анализа в мировой демографической литературе.
Умер 14 июля 1981 года в Москве.

## Основные работы
- История американских цензов, М., 1938
- Рост населения в Европе, М., 1941
- Войны и народонаселение Европы, М., 1960
- Рождаемость и продолжительность жизни в СССР, М., 1963
- Динамика и структура населения СССР и США, М., 1964
- История одного поколения, М., 1968
- Общая теория статистики, 2-е изд., М., 1973
- Проблемы динамики населения СССР, М., 1974
- Эволюция продолжительности жизни, М., 1978
- История военных потерь, СПб., 1994; М., 1998